# Tarbha
Tarbha es una ciudad y comité de área notificada situada en el distrito de Subarnapur en el estado de Odisha (India). Su población es de 8334 habitantes (2011). Se encuentra a 257 km de Bhubaneswar y a 18 km de Subarnapur.

## Demografía
Según el censo de 2011 la población de Tarbha era de 8334 habitantes, de los cuales 4221 eran hombres y 4113 eran mujeres. Tarbha tiene una tasa media de alfabetización del 82,71%, superior a la media estatal del 72,87%: la alfabetización masculina es del 89,77%, y la alfabetización femenina del 75,51%.